# Иън Стюарт Доналдсън
Иън Стюарт Доналдсън (на английски: Ian Stuart Donaldson) е британски музикант и неонацист, той е основател на рок групата Skrewdriver и неонацистката организация „Кръв и чест“. Загива в автомобилна катастрофа на 24 септември 1993 година.

## Биография
Иън Стюарт Доналдсън е роден на 11 август 1957 г. в град Пултън ле Филд, графство Ланкашър, Англия. Израства в близкия град Блакпул заедно с дядо си, където учи в местна гимназия. С приятели от училище той основава музикалната група „Tumbling Dice“, кръстена на заглавие на Ролинг Стоунс. През 1976 г. заедно със други членове на групата забелязват пънк рок групата Секс Пистълс на концерт в Манчестър и след това преименуват групата на Скрудрайвър. На корицата на първия им сингъл те се открояват като пънкари, в първия им албум „All Skrewed Up“ от 1977 г. като скинари.

### Ранни години на Скрудрайвър
След като звукозаписната компания Chiswick Records прекратява отношения със Скрудрайвър, Доналдсън се премества в Манчестър, където работи. През 1978 г. за местната звукозаписна компания TJM Скрудрайвър записва мини-LP „Built Up“ и „Knocked Down auf“. На тези записи Доналдсън е единственият член на Скрудрайвър, другите музиканти от групата се прибират в Блакпул. По-късно Доналдсън също се връща в Блакпул, където работи в автомивка. Започва да се интересува от национални и правни въпроси и все повече подкрепя Британския национален фронт, като оглавява младежката организация за Блакпул и Фийлд.

### Смърт
На 24 септември 1993 г. гумата на автомобил, в който се возят петима души, включително Доналдсън, се спука на скоростна магистрала близо до град Хеанор, графство Дарбишър, Англия. Автомобила се преобръща и заедно с Доналдсън загива още един мъж. Музикантът от групата „Стигър“ по-късно заявява, че гумите на колата са простреляни. Полицията съобщава за инцидент и приключва разследването, а сред публиката се носи слух за убийство.